# Dracé
Dracé est une commune française, située dans le département du Rhône en région Auvergne-Rhône-Alpes.

## Géographie

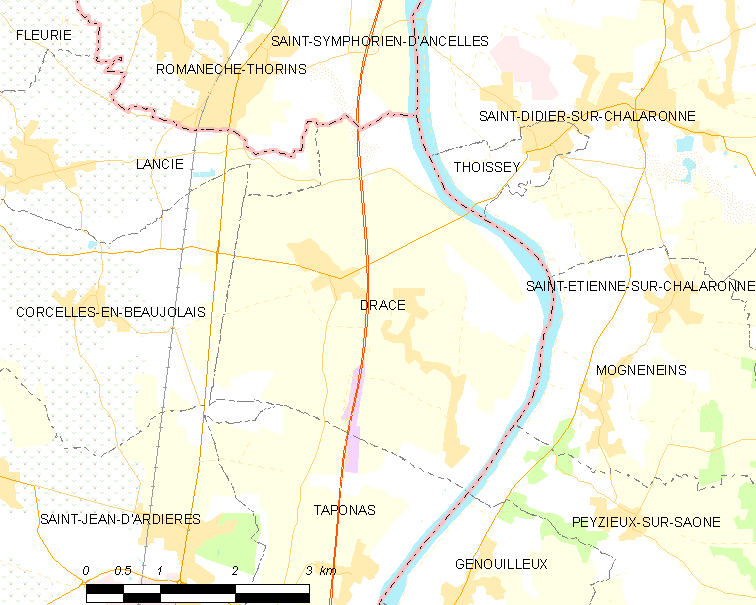
Carte

### Climat
Pour des articles plus généraux, voir Climat d'Auvergne-Rhône-Alpes et Climat du Rhône.
En 2010, le climat de la commune est de type climat océanique altéré, selon une étude du Centre national de la recherche scientifique s'appuyant sur une série de données couvrant la période 1971-2000. En 2020, Météo-France publie une typologie des climats de la France métropolitaine dans laquelle la commune est exposée à un climat de montagne ou de marges de montagne et est dans la région climatique  Bourgogne, vallée de la Saône, caractérisée par un bon ensoleillement (1 900 h/an), un été chaud (18,5 °C), un air sec au printemps et en été et des vents faibles. 
Pour la période 1971-2000, la température annuelle moyenne est de 11,9 °C, avec une amplitude thermique annuelle de 18,1 °C. Le cumul annuel moyen de précipitations est de 749 mm, avec 9,7 jours de précipitations en janvier et 7 jours en juillet. Pour la période 1991-2020, la température moyenne annuelle observée sur la station météorologique de Météo-France la plus proche, « St-Georges-Reneins », sur la commune de Saint-Georges-de-Reneins à 11 km à vol d'oiseau, est de 12,2 °C et le cumul annuel moyen de précipitations est de 723,2 mm,. Pour l'avenir, les paramètres climatiques de la commune estimés pour 2050 selon différents scénarios d'émission de gaz à effet de serre sont consultables sur un site dédié publié par Météo-France en novembre 2022.

## Urbanisme

### Typologie
Au 1er janvier 2024, Dracé est catégorisée bourg rural, selon la nouvelle grille communale de densité à sept niveaux définie par l'Insee en 2022.
Elle est située hors unité urbaine. Par ailleurs la commune fait partie de l'aire d'attraction de Belleville-en-Beaujolais, dont elle est une commune de la couronne,. Cette aire, qui regroupe 4 communes, est catégorisée dans les aires de moins de 50 000 habitants,.

### Occupation des sols
L'occupation des sols de la commune, telle qu'elle ressort de la base de données européenne d’occupation biophysique des sols Corine Land Cover (CLC), est marquée par l'importance des territoires agricoles (85,9 % en 2018), en diminution par rapport à 1990 (87 %). La répartition détaillée en 2018 est la suivante : 
terres arables (70,3 %), prairies (13,3 %), zones urbanisées (6,8 %), eaux continentales (5,6 %), zones agricoles hétérogènes (2,3 %), zones industrielles ou commerciales et réseaux de communication (1,7 %). L'évolution de l’occupation des sols de la commune et de ses infrastructures peut être observée sur les différentes représentations cartographiques du territoire : la carte de Cassini (XVIIIe siècle), la carte d'état-major (1820-1866) et les cartes ou photos aériennes de l'IGN pour la période actuelle (1950 à aujourd'hui).

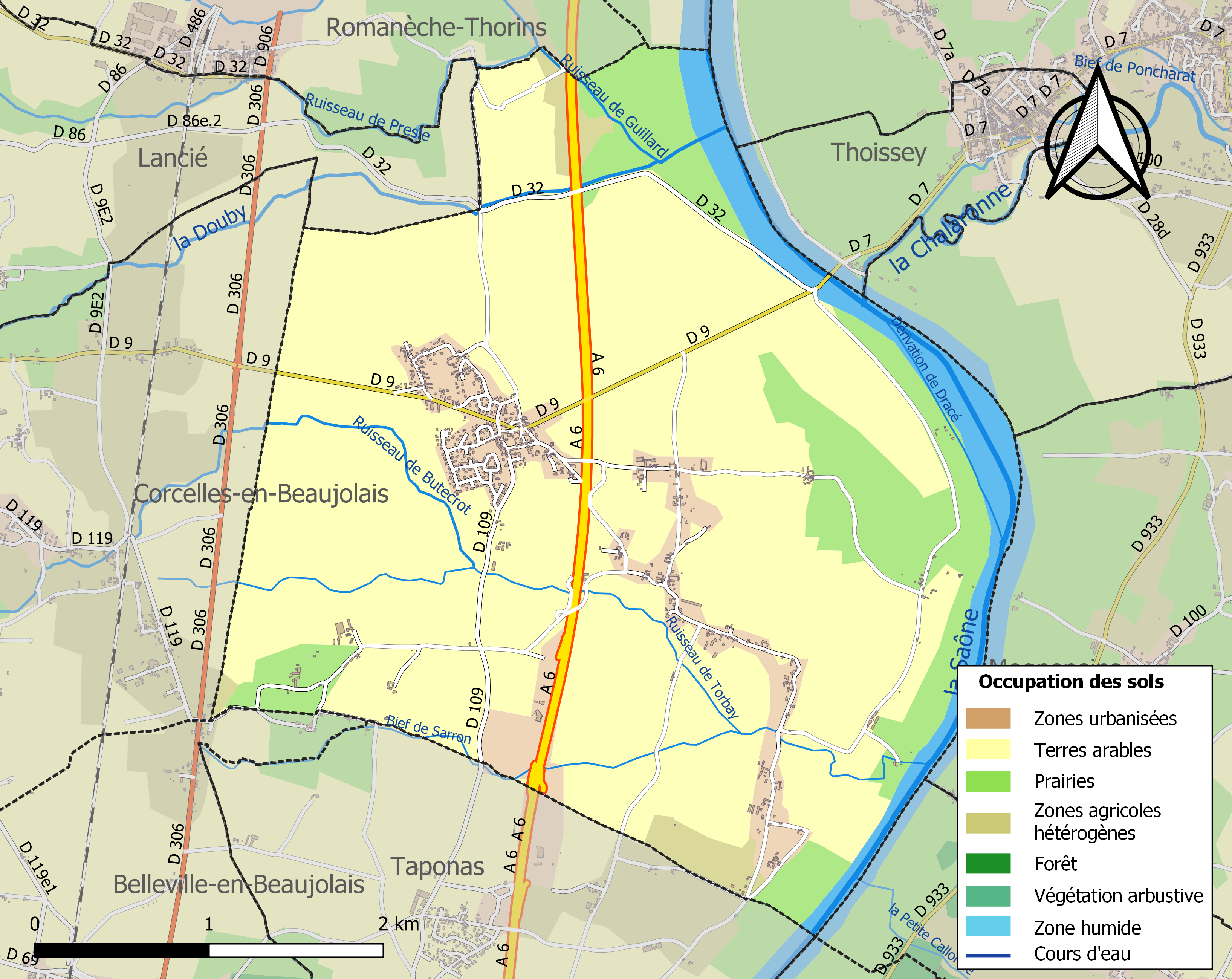
Carte des infrastructures et de l'occupation des sols de la commune en 2018 (CLC).

## Histoire
Les registres démographiques de la commune ne débutent qu'en 1665 mais l'origine de Dracé se situerait d'après de plus anciens documents archivés entre le Ve siècle et le Xe siècle. Sous le nom de Draciacius ou Tusciaco lors de l'époque gallo-romaine, elle est alors un gîte pour les légions romaines qui allaient d'Anse vers Mâcon. D'autres documents précisent qu'au Xe siècle, Dracé faisait partie de la Germanie, grâce à des registres de donations, on peut savoir que l'église Saint-Pierre de Dracé daterait d'avant le Xe siècle. Au Moyen Âge, le village était surnommé Dracé le Panoux en raison de son abondance en pain dont le diocèse de Lyon et le chapitre de Beaujeu en prélevait la dîme. Durant la Révolution française, quelques dégâts matériels furent commis tel que la chute de la Croix des Lys mais aucun mouvement important à noter.

## Politique et administration

### Administration municipale
| Période                                  | Période | Identité        | Étiquette | Qualité |
| ---------------------------------------- | ------- | --------------- | --------- | ------- |
| 2001                                     | 2014    | Roger Lacroix   | DVD       |         |
| 2014                                     |         | Christian Bettu |           |         |
| Les données manquantes sont à compléter. |         |                 |           |         |

### Intercommunalité
La commune fait partie de la communauté de communes Saône Beaujolais.

## Population et société

### Démographie
L'évolution du nombre d'habitants est connue à travers les recensements de la population effectués dans la commune depuis 1793. Pour les communes de moins de 10 000 habitants, une enquête de recensement portant sur toute la population est réalisée tous les cinq ans, les populations de référence des années intermédiaires étant quant à elles estimées par interpolation ou extrapolation. Pour la commune, le premier recensement exhaustif entrant dans le cadre du nouveau dispositif a été réalisé en 2006.

En 2022, la commune comptait 1 178 habitants, en évolution de +23,09 % par rapport à 2016 (Rhône : +3,93 %, France hors Mayotte : +2,11 %).
| 1793 | 1800 | 1806 | 1821 | 1831 | 1836 | 1841 | 1846 | 1851 |
| ---- | ---- | ---- | ---- | ---- | ---- | ---- | ---- | ---- |
| 628  | 665  | 646  | 782  | 826  | 911  | 838  | 900  | 903  |

| 1856 | 1861 | 1866 | 1872 | 1876 | 1881 | 1886 | 1891 | 1896 |
| ---- | ---- | ---- | ---- | ---- | ---- | ---- | ---- | ---- |
| 858  | 816  | 805  | 763  | 734  | 667  | 671  | 644  | 642  |

| 1901 | 1906 | 1911 | 1921 | 1926 | 1931 | 1936 | 1946 | 1954 |
| ---- | ---- | ---- | ---- | ---- | ---- | ---- | ---- | ---- |
| 590  | 574  | 547  | 511  | 502  | 503  | 505  | 491  | 515  |

| 1962 | 1968 | 1975 | 1982 | 1990 | 1999 | 2006 | 2011 | 2016 |
| ---- | ---- | ---- | ---- | ---- | ---- | ---- | ---- | ---- |
| 502  | 507  | 513  | 576  | 696  | 717  | 904  | 961  | 957  |

| 2021  | 2022  | - | - | - | - | - | - | - |
| ----- | ----- | - | - | - | - | - | - | - |
| 1 106 | 1 178 | - | - | - | - | - | - | - |

## Culture locale et patrimoine

### Lieux et monuments

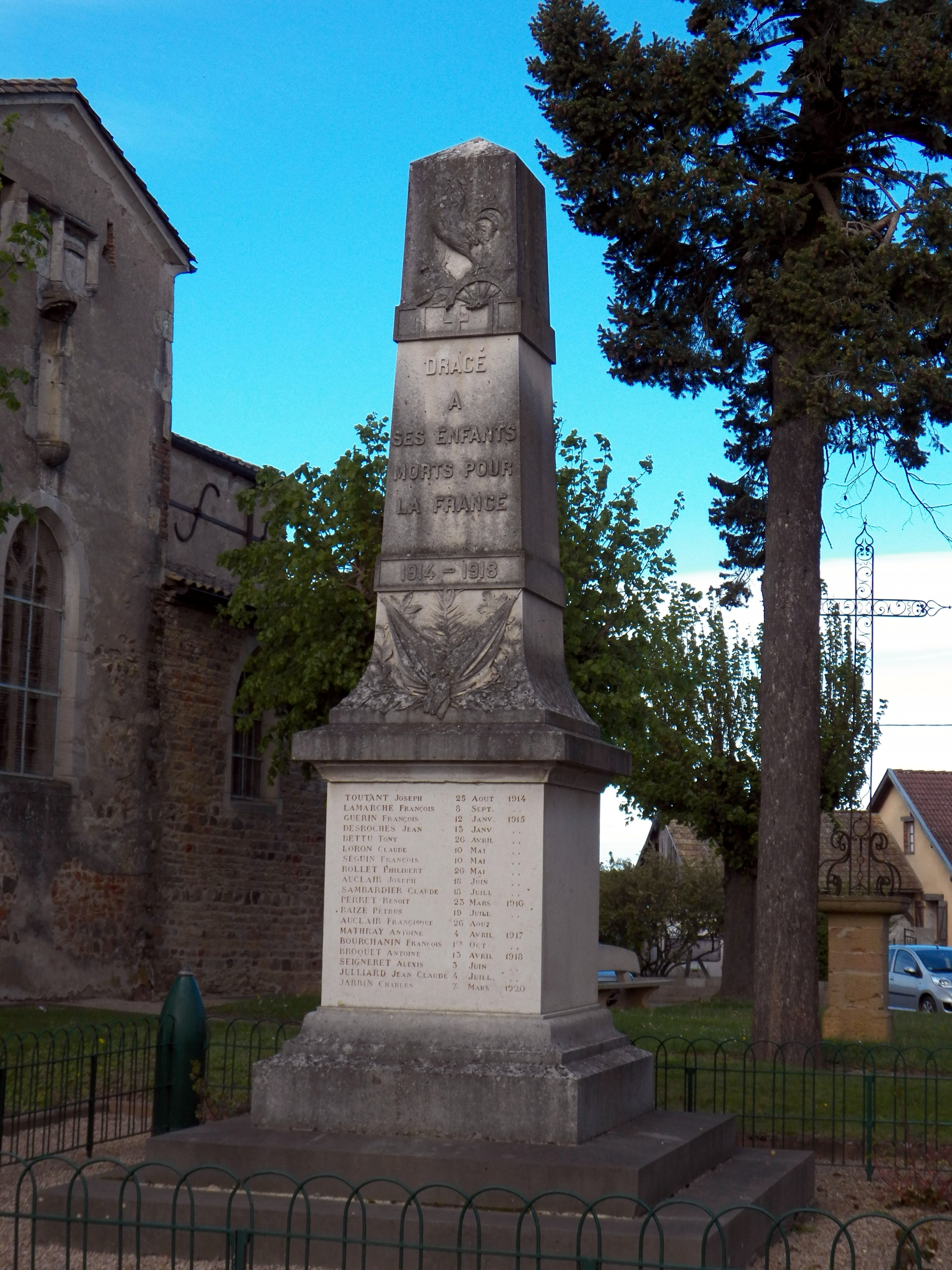
A l'ombre de l'église de Dracé (Rhône).
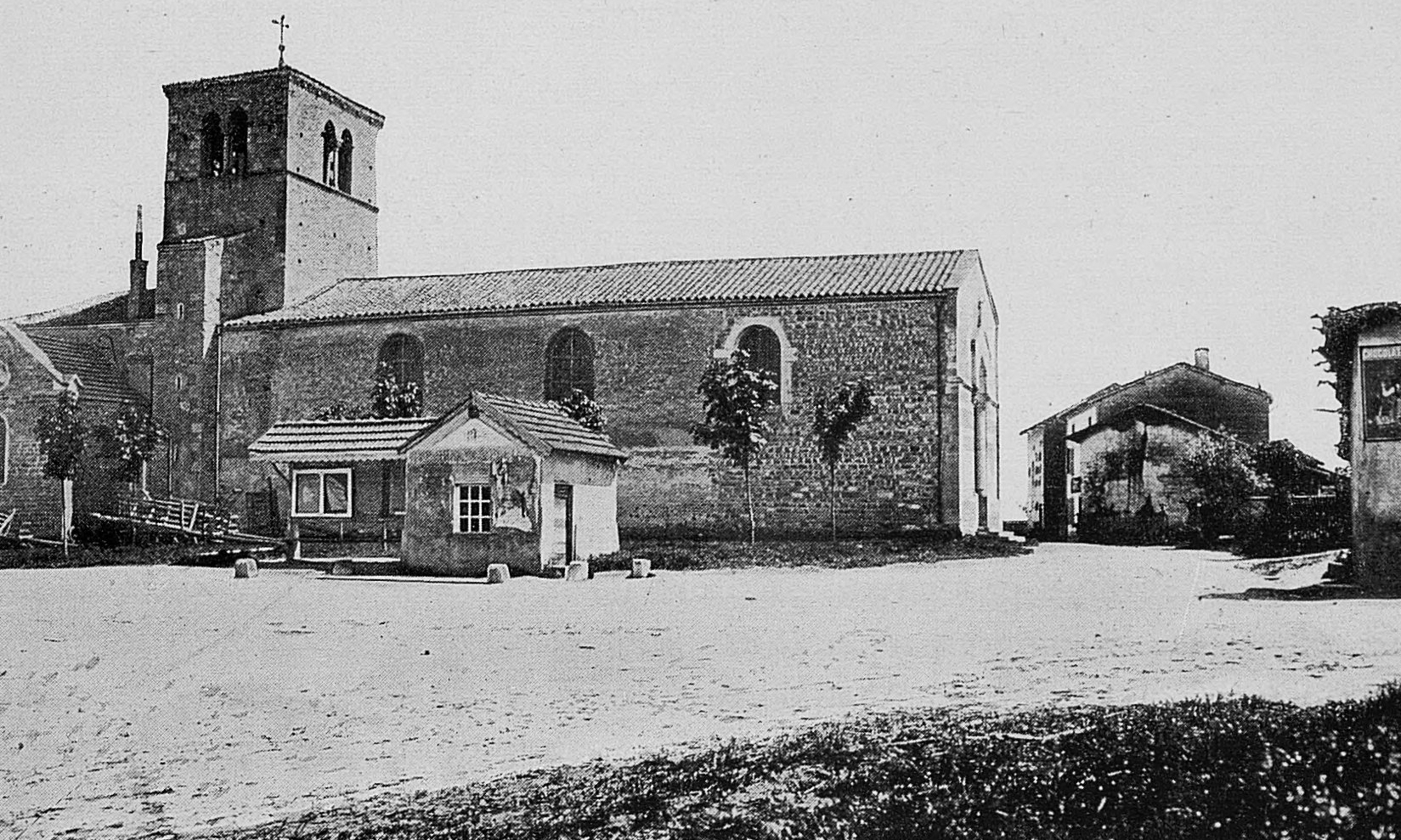
Place de l'Église au début du XXe siècle.